# Delrum
Ett reellt delrum av ett linjärt rum (även linjärt delrum) är en icke tom delmängd M av ett linjärt rum L som uppfyller de vanliga villkoren för linjära rum:
1. {\displaystyle \mathbf {x} ,\mathbf {y} \in M\Rightarrow \mathbf {x} +\mathbf {y} \in M}
2. {\displaystyle \mathbf {x} \in M,\lambda \in \mathbb {R} \Rightarrow \lambda \mathbf {x} \in M}.

Komplexa delrum (av komplexa linjära rum) definieras på motsvarande sätt.
Om {\displaystyle M_{1},...,M_{n}} är delrum av {\displaystyle L}, så definieras summan av dessa delrum som mängden av alla möjliga summor av element i delrummen:
{\displaystyle M_{1}+...+M_{n}=\{m_{1}+...+m_{n}:m_{1}\in M_{1},...,m_{n}\in M_{n}\}}
L är en direkt summa av {\displaystyle M_{1},...,M_{m}} om varje element i L kan anges unikt som en summa {\displaystyle m_{1}+...+m_{n}}, där varje {\displaystyle m_{j}\in M_{j}} och den betecknas {\displaystyle L=M_{1}\oplus ...\oplus M_{n}}.

## Underrum för topologiska vektorrum
Ett underrum i ett normerat rum är automatiskt normerat. Däremot behöver ett underrum av ett Banachrum inte vara fullständigt, och alltså inte själv ett Banachrum. För detta krävs att rummet är slutet. Inom teorin för Banachrum och andra topologiska vektorrum är därför slutna underrum av speciellt intresse.